# Biar
Pour les articles homonymes, voir BIAR.
Biar (en castillan et en valencien) est une commune d'Espagne de la province d'Alicante dans la Communauté valencienne. Elle est située dans la comarque de l'Alto Vinalopó et dans la zone à prédominance linguistique valencienne.

## Géographie

Localisation de Biar
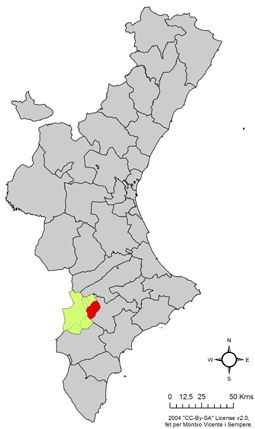
dans la Communauté valencienne.
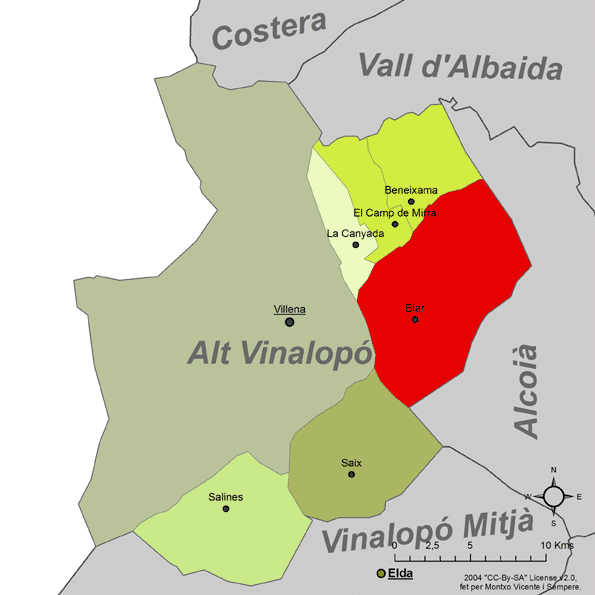
dans la comarque de l'Alto Vinalopó.

### Localités limitrophes
Le territoire communal de Biar est voisin de celui des communes suivantes : Onil, Sax, Villena, Banyeres de Mariola, El Camp de Mirra, Cañada et Castalla.

## Histoire
Le 12 avril 1813, pendant la guerre d'indépendance espagnole, se déroule le combat de Biar, prélude à la deuxième bataille de Castalla entre les troupes françaises du maréchal Suchet et les Anglo-Espagnols du général Murray qui en sortiront vainqueurs.

## Administration

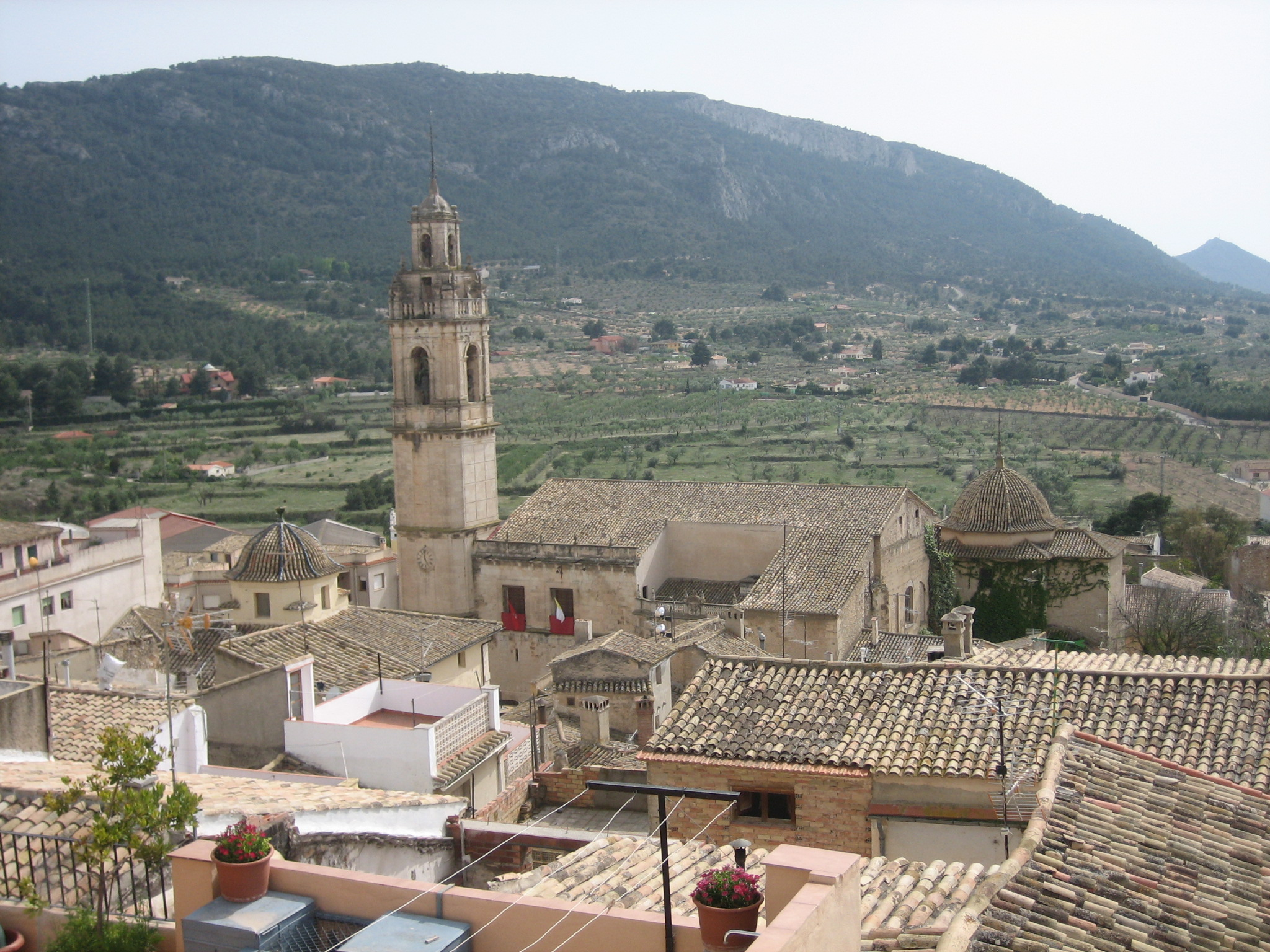
Vue du vieux quartier et de l'église de l'Assomption

Liste des maires, depuis les premières élections démocratiques.
| Législature    | Nom du Maire                | Parti politique |
| -------------- | --------------------------- | --------------- |
| 1979-1983      | Justo Román Soriano         | PSPV-PSOE       |
| 1983-1987      | Justo Román Soriano         | PSPV-PSOE       |
| 1987-1991      | Justo Román Soriano         | PSPV-PSOE       |
| 1991-1995      | Justo Román Soriano         | PSPV-PSOE       |
| 1995-1999      | Ramón Belda Díez            | PP              |
| 1999-2000      | Ramón Belda Díez            | PP              |
| 2000-2003      | Cristóbal Román Almiñana    | PSPV-PSOE       |
| 2003-2007      | Cristóbal Román Almiñana    | PSPV-PSOE       |
| 2007-2011      | Magdalena Martínez Martinez | PP              |
| 2011-Actualité | Magdalena Martínez Martinez | PP              |

## Fêtes traditionnelles
Il convient de signaler les fêtes patronales de Moros y Cristianos, célébrées chaque année du 10 au 13 mai, qui sont parmi les plus anciennes de la Communauté valencienne.

### Source
- (es) Cet article est partiellement ou en totalité issu de l’article de Wikipédia en espagnol intitulé « Biar » (voir la liste des auteurs).